# Heroes (песма)
„Heroes“ је песма шведског певача Монса Зелмерлова. Објављена је 28. фебруара 2015. за дигитално преузимање у Шведској +. Песму су написали и компоновали Антон Малмберг Хард аф Сегерстад, Јои Деб и Линнеа Деб. Песма је 14. марта победила на Мелодифестивален 2015. и представљала Шведску на такмичењу за Песму Евровизије 2015 у Бечу, Аустрија, где је победила. То је главни сингл за Зелмерловов шести студијски албум Perfectly Damaged.

## Критички пријем
Пишући за Тhe Independent, Киран Мудли је упоредио песму са „Lovers on the Sun" Дејвида Гете, закључивши да је „сличност невероватна“. Пишући за исто издање 2022. године, Бен Кели ју је прогласио за 36. најбољу песму свих времена која је победила на Евровизији, описујући је као „продукцију Дејвида Гете са помало благо стиховима у кантри стилу“.

## Евровизијски успех
Песма је победила на Песми Евровизије 2015. са укупно 365 поена. То је трећа песма са највећом оценом у историји такмичења од 1975. до 2015. (и четврта ако се резултати из 2016. конвертују према старијем систему) То је уједно и прва победничка песма, од увођења подељеног система жирија и телегласања 2009. године, која није победила на телегласању.„Heroes“ су у финалу победили рекордан број од двадесет шест других песама, пошто је то било највеће финале Песме Евровизије икада, са укупно 27 земаља учесница.
„Хероји“ су добили највећи проценат могућих поена у поређењу са било којим другим победником Евровизије у деценији, од 2010. до 2019. године.

## Историја издања
| Држава           | Датум            | Формат               | Издавач             |
| ---------------- | ---------------- | -------------------- | ------------------- |
| Данска           | 28. фебруар 2015 | Дигитално преузимање | Warner Music        |
| Финска           | 28. фебруар 2015 | Дигитално преузимање | Warner Music        |
| Норвешка         | 28. фебруар 2015 | Дигитално преузимање | Warner Music        |
| Шведска          | 28. фебруар 2015 | Дигитално преузимање | Warner Music Sweden |
| Велика Британија | 28. фебруар 2015 | Дигитално преузимање | Warner Music        |
| Аустралија       | 28. фебруар 2015 | Дигитално преузимање | Warner Music        |
| Италија          | 9. март 2015     | Дигитално преузимање | Warner Music        |